# Giornale Radio Rai
Giornale Radio Rai (často jen Giornale radio) je název zpravodajské relace vysílané na rozhlasových stanicích Rai. Vysílá se od roku 1929.

## Historie
Už v roce 1924 se začal vysílat jakýsi "předchůdce" Giornale Radia, Comucazione Governative, kde se vysílala různá vládní prohlášení, mimo jiné zde byly vysílány i pravidelné projevy Benita Mussoliniho. V roce 1926 se začal vysílat další pořad, přehled dění od reportérů z domova i ze zahraničí, Il Popolo d'Italia.
Název Giornale Radio vstoupil do užívání v roce 1929, kdy se začalo vysílat pět relací denně, v délce od 15 do 30 minut, podle důležitosti jednotlivých zpráv. Patrně nejposlouchanější relace byly ve 13 a ve 20 hodin.
Reforma v roce 1975 přinesla osamostatnění redakcí pro jednotlivé okruhy a relace. Byly odlišného politického zaměření, měly jinou znělku, vysílací časy. Dostaly jména GR1, GR2, GR3 a od roku 1979 GR Regione.
V roce 1994 se sjednotily všechny redakce (kromě GR Regione, které jsou připravovány regionálními centry) do jedné a relace se nazývaly souhrnně Giornale Radio Rai. Jednotlivé číselné pojmenování zůstalo, ale zdůrazňován byl oficiální název.

## Politická orientace
Ačkoli se sloučily tři rozdílně politicky orientované redakce, zůstalo téměř pravidlem, že se střídáním vlády se střídal i šéfredaktor GRR. Někdy jeden šéfredaktor vydržel jen 2 roky. Současný šéfredaktor Antonio Preciozi vede GRR od roku 2008.

## Okruhy

### GR1
Vysílá se od roku 1975 na Rai Radio 1. Některá vydání jsou vysílána i na Rai Isoradio. GR1 se vysílá se téměř každou hodinu, aby doplnilo charakter Radia 1 jako zpravodajské stanice. Jsou to většinou rychlé přehledy zpráv. Hlavní vydání se vysílají v 7.00, 8.00, 13.00, 19.00 a o půlnoci (Giornale della Mezzanotte).
Od osamostatnění až do sloučení redakcí bylo GR1 orientováno levicově. Tvořilo tak společně s TG2 určitou opozici ke GR2 a TG1.
Dále jsou vysílány rubriky o sportu(Radio 1 Sport), událostech(GR1 Affari), automobilech(GR1 Motori) a dětské zprávy(GR1 Ragazzi).

### GR2
Vysílá se od roku 1975 na Rai Radio 2. GR2 je charakteristické svým mladistvým přístupem ke zprávám a rychlou mluvou, protože Radio 2 je zaměřeno na mladé posluchače. Hlavní vydání se vysílají v 7.30, 12.30 a 19.30.
Od osamostatnění až do sloučení redakcí bylo GR2 orientováno křesťanskodemokraticky. Tvořilo tak společně s TG1 určitou opozici ke GR1 a TG2.
Dále se pravidelně vysílá GR Sport, každý den od 7.50, 12.45 a 19.40.

### GR3
Vysílá se od roku 1975 na Rai Radio 3. Je charakteristické kultivovaností a probíráním každé zprávy do hloubky. Hlavní vydání se vysílají v 8.45, 13.45 a 18.45.
GR3 se na rozdíl od GR1 a GR2 neorientovalo na konkrétní politickou stranu. Názory v něm se ale považovaly za elitářské a intelektualistické.

### GR Regione
Vysílá se od roku 1979 na Rai Radio 1. Připravován je stejnými redakcemi jako TGR. Vysílá se od 7.20 a 12.10(12.15 v neděli). V letních měsících se nedělní vydání nevysílá.